# Patrice Motsepe
Patrice Motsepe   (Soweto, 28 de gener de 2004) és un empresari multimilionari i dirigent esportiu sud-africà. Des del març de 2021 és president de la Confederació Africana de Futbol. És el fundador i president executiu d'African Rainbow Minerals, que té interessos en or, compostos ferrosos, metalls bàsics i platí. Forma part de diversos consells d'empresa i és el president no executiu de Harmony Gold, la 12a empresa minera d'or més gran del món, i el vicepresident de Sanlam. El 2012, Motsepe va ser nomenat el segon home més ric de Sud-àfrica, després d'Elon Musk, amb una fortuna estimada de mil milions de dòlars. Gairebé una dècada més tard, el 2020, Motsepe va ser classificada com la persona 1.307 més rica del món per Forbes, amb una fortuna reportada de 2.100 milions de dòlars.
El 2003, es va convertir en el propietari del club de futbol Mamelodi Sundowns. L'any 2013, es va unir a The Giving Pledge comprometent-se a donar la meitat de la seva riquesa a causes benèfiques.
Motsepe està casat amb la metgessa Precious Moloi. Tenen tres fills. És germà de Tshepo Motsepe i Bridgette Radebe, i el cunyat del president de Sud-àfrica Cyril Ramaphosa i del ministre Jeff Radebe.

## Trajectòria
Patrice Motsepe és fill d'un cap de la branca mmakau del poble tsuana, que abans havia estat mestre d'escola i que després va ser propietari d'una botiga spaza que era popular entre els miners.
Va obtenir una llicenciatura en arts a la Universitat de Swazilàndia i una llicenciatura en dret a la Universitat del Witwatersrand. El 1994 es va convertir en el primer soci negre del bufet d'advocats Bowman Gilfillan, el mateix any que Nelson Mandela va ser elegit el primer president negre de Sud-àfrica. Mentre el nou govern va començar a promoure l'empoderament i l'emprenedoria de la població negra, Motsepe va fundar Future Mining, que proporcionava serveis de mineria com la neteja de la pols d'or de l'interior dels pous, i va implementar un sistema de remuneració dels treballadors que combinava un sou base baix amb una prima de participació en els beneficis.
El 1997 va comprar mines d'or marginals a AngloGold en condicions financeres favorables. AngloGold va vendre a Motsepe sis pous de mines d'or per 7,7 milions de dòlars, fet que li va permetre de pagar el deute amb els futurs ingressos de l'empresa, reanomenada African Rainbow Minerals. Aquest fet es va repetir en una sèrie d'acords i Motsepe va crear una empresa per a comprar les mines en funcionament que es convertirien en la font de la seva riquesa. El 1999 es va unir amb dos dels seus associats per a formar Greene and Partners Investments.
Les lleis Black Economic Empowerment (BEE), introduïdes després de les eleccions de 1994, van ser fonamentals per a consolidar la posició de Motsepe en la indústria minera a Sud-àfrica, atès que estableixen que una empresa ha de tenir un mínim del 26% de propietat negra per a obtenir una llicència minera.
L'any 2002, quan va entrar a la Borsa de Johannesburg, African Rainbow Minerals es va unir a Harmony Gold Mining Ltd. i el nom de l'empresa va canviar a ARMgold. Motsepe també és president d'Ubuntu-Botho Investments, president no executiu de Harmony Gold Mining Co Ltd. i vicepresident de Sanlam Ltd, i ha estat president de la Cambra de Comerç i Indústria de Sud-àfrica. Motsepe va guanyar el premi al millor emprenedor de Sud-àfrica el 2002. El 2004, va ser votat el 39è sud-africà més influent segons la South African Broadcasting Corporation. El 2020, Forbes va classificar Motsepe com la 1.307a persona més rica del món, amb una fortuna de 2.100 milions de dòlars.
El 2011 va ser nomenat president interí del Black Business Council, i és membre fundador i antic president d'un dels grups de pressió empresarial més influents de Sud-àfrica, el Business Unity SA (BUSA).
Motsepe és el propietari del Mamelodi Sundowns FC. El novembre de 2019 Motsepe va comprar una participació del 37% a Blue Bulls Co. Els altres accionistes principals són Remgro (37%) i Blue Bulls Rugby Union (26%).
El novembre de 2020, Motsepe va anunciar la candidatura a la presidència de la Confederació Africana de Futbol (CAF). Va ser acusat de rebre el suport actiu de la FIFA i del seu president Gianni Infantino, que buscaria assegurar els vots d'Àfrica per a una futura reelecció. Motsepe va ser elegit el 12 de març de 2021 després que els altres quatre candidats retiressin les seves candidatures. El seu fill Thlopie Motsepe va succeir-lo en el càrrec de president del Mamelodi Sundowns FC després que esdevingués el nou president de CAF.
El gener de 2020, en un sopar del Fòrum Econòmic Mundial a Davos, Patrice Motsepe va dir públicament a l'expresident estatunidenc Donald Trump que «Àfrica l'estima». Davant les reaccions d'indignació que aquesta declaració va provocar a tot el continent africà, el multimilionari es va disculpar i va explicar que «no tinc dret a parlar en nom de ningú més que en nom meu».